# Crisis: Behind a Presidential Commitment
Crisis: Behind a Presidential Commitment is een Amerikaanse documentaire uit 1963 geregisseerd door Robert Drew.
De film volgt een conflict tussen president John F. Kennedy en gouverneur George Wallace van de staat Alabama, die weigerde om Afro-Amerikaanse studenten toe te laten in een universiteit waarbij Wallace overging tot de actie Stand in the Schoolhouse Door. De film werd in 2011 toegevoegd aan de National Film Registry.